# 湘南リバプール学院
『湘南リバプール学院』（しょうなんリバプールがくいん）は1995年4月11日から9月19日までフジテレビ系で放送された日本のテレビドラマ。放送日時は火曜24:50-25:20。

## 概要
- 湘南にあるタレント養成学校「リバプール学院」を舞台に、スターを目指す若者たちを描いた。後の有名タレントが多数出演していることから、今となっては貴重な作品になっている。

当番組の出演者やドラマのオリジナルストーリーを一般募集していた。
- 当時圧倒的な人気があった安室奈美恵や、歌手デビュー前に女優として無名だった浜崎あゆみ（最終回のみ）が出演していた事で有名である。

## 主な出演者
- 安室奈美恵
- MAX（SUPER MONKEY'S）
  - 沢詩奈々子
  - 天久美奈子
  - 宮内玲奈
  - 松田律子
- 阿久津健太郎
- アンバランス
  - 山本栄治
  - 黒川忠文
- 馬渕英里何
- 平光琢也
- 鈴木ヒロミツ
- 藤原紀香
- 本上まなみ
- 笹峰愛
- 矢部美穂
- 松田のぞみ
- 茉木さなえ
- 兼本彰子
- 浅野実奈子
- 坂木優子
- 田代奈織
- 中森友香
- 井原由希
- 宮内知美
- 愛禾みさ

## 主題歌

### オープニング
荻野目洋子 - 『IF YOU LOVE ME NOW 〜愛しさにさらわれて〜』
安室奈美恵 - 『Stop the music』

### エンディング
阿久津健太郎 - 『君を奪いたい』

### 挿入歌
EUROGROOVE - 『BOOGIE WOOGIE』

## 放送日程
| 話数   | 放送日   | サブタイトル                 | ゲスト                             |
| ------ | -------- | ---------------------------- | ---------------------------------- |
| 第1回  | 95/04/11 | 一学期 前期発表会 自主公演編 | 観月ありさ                         |
| 第2回  | 95/04/18 | 一学期 前期発表会 自主公演編 |                                    |
| 第3回  | 95/04/25 | 一学期 前期発表会 自主公演編 | 荻野目洋子、志垣太郎、西野妙子     |
| 第4回  | 95/05/02 | 一学期 前期発表会 自主公演編 | 高橋克典、かとうれいこ             |
| 第5回  | 95/05/09 | 一学期 前期発表会 特別編     | -                                  |
| 第6回  | 95/05/16 | -                            | -                                  |
| 第7回  | 95/05/23 | -                            | -                                  |
| 第8回  | 95/05/30 | -                            | -                                  |
| 第9回  | 95/06/6  | -                            | -                                  |
| 第10回 | 95/06/13 | -                            | -                                  |
| 第11回 | 95/06/20 | グラマーな不動産屋           | 細川ふみえ                         |
| 第12回 | 95/06/27 | カモフラージュ               | -                                  |
| 第13回 | 95/07/04 | ときめき                     | 相沢なほこ                         |
| 第14回 | 95/07/11 | アフターサービス             | 粟田麗                             |
| 第15回 | 95/07/18 | 弟子入り志願                 | 前田つばさ                         |
| 第16回 | 95/07/25 | 1日だけのデート              | -                                  |
| 第17回 | 95/08/01 | ないものねだり               | -                                  |
| 第18回 | 95/08/08 | ビデオガール                 | -                                  |
| 第19回 | 95/08/15 | 可愛い後輩                   | 遠山景織子、榎本加奈子、郷田ほづみ |
| 第20回 | 95/08/22 | 夏休みスペシャル             | -                                  |
| 第21回 | 95/08/29 | コピー                       | -                                  |
| 第22回 | 95/09/05 | デキレース                   | -                                  |
| 第23回 | 95/09/12 | 恋愛経験不足                 | -                                  |
| 第24回 | 95/09/19 | アイドルにはなれない         | 浜崎あゆみ、中西圭三               |